# Gmelinデータベース
Gmelinデータベース(Gmelin database)は、有機金属化合物及び無機化合物の大規模なデータベースである。年に4回アップデートされる。1817年にドイツのレオポルト・グメリンが著した著書『無機化学ハンドブック』(”Gmelins Handbuch der anorganischen Chemie”)に基づいており、現在では150万の化合物と130万の異なる反応を収録している。最新の版では、8万5000以上の論文、キーワード、要約とともに、1772年から1995年までの間に発見された全ての化合物と反応が収められており、エルぜビアMDLが運営している。
このデータベースには、化合物の電気的、磁気的、熱的、結晶学的、生理学的情報等、800以上の異なる分野に対応している。有機化合物と反応を扱うバイルシュタイン・データベースの姉妹データベースである。Reaxys検索システムが用いられている。